# Jelen pivo
Jelen pivo proizvodi Apatinska pivara.
Počeci proizvodnje piva u gradiću na obali Dunava vezuju se za doseljenike sa prostora sadašnje Austrije i Nemačke koje je austrougarska carica Marija Terezija 1748. godine tu počela da naseljava. Prvi zapisi pronađeni u Beču o proizvodnji 12 hiljada hektolitara piva u Apatinu potiču iz 1756. godine. Toliko se danas proizvede piva samo u toku jednog dana, a godišnji kapacitet Apatinske pivare je na nivou od 4,5 miliona hektolitara.

## Tržište
Apatinska pivara već preko 255 godina uspešno posluje zahvaljujući umeću i tradiciji u pravljenju vrhunskog piva. Vekovi znanja i iskustva deo su savremene tehnologije u proizvodnji vodeće marke piva na našem tržištu - Jelen piva. Jelen pivo započelo je svoj uspešan pohod i na stranim tržištima. Zastupljeno je pre svega na tržištima susednih zemalja: Bosne i Hercegovine, Hrvatske, Makedonije, Slovenije ali i Švajcarske, Austrije, Grčke i Francuske.
Iako je nakon privatizacije industrije piva u Srbiji konkurencija na tržištu postala izuzetno jaka, među brojnim postojećim domaćim brendovima Jelen pivo se izdvaja stabilnim rastom proizvodnje u skladu sa potrebama tržišta, i time opravdava epitet najpopularnijeg piva u Srbiji. Inovacijama i osvojenim brojnim nagradama Jelen Pivo dokazalo je svoju lidersku poziciju na domaćem tržištu piva.

## Vrednosti brenda
Jelen pivo vrlo je snažan i prepoznatljiv domaći brend, koji je postao deo nacionalne tradicije. Poznat kao pivo za muško društvo, Jelen je jednako popularan kod svih društvenih slojeva.
Kao jedan od najpopularnijih nacionalnih brendova, Jelen pivo već godinama unazad gradi snažne veze sa svojim potrošačima, pružajući im samo najbolje, od kvaliteta piva i usluge, pa do intenzivnog angažovanja na obogaćivanju kulturnog i sportskog života Srbije.
Zahvaljujući svim svojim kvalitetima, tradiciji, pažnji koju pridaje svojim vernim kupcima, Jelen pivo ostaje lider u moru drugih domaćih i stranih brendova.

## Spoljašnje veze
Медији везани за чланак Jelen pivo на Викимедијиној остави